# Hamo Ohanjanyan
Hamo Ohanjanian (em armênio/arménio:  Համօ Օհանջանեան) (1873 - 31 de julho de 1947) foi um membro da Federação Revolucionária Armênia e atuou como o terceiro primeiro-ministro da Primeira República da Armênia de 5 de maio a 23 de novembro de 1920. 

## Biografia
Hamo (Mher) Ohanjanian estudou em Akhalkalak, sua cidade natal. Mais tarde, mudou-se para Tbilisi e se formou no Liceu Russo de Tbilisi. Em 1892, continuou seus estudos na Universidade de Moscou e entrou na Faculdade de Medicina. No entanto, deixou a faculdade no início, a fim de juntar-se ao movimento revolucionário armênio. Viajou para Lausanne, onde conheceu Kristapor Mikayelian, um dos membros fundadores da Federação Revolucionária Armênia.
Depois da Revolução Russa de Março de 1917, foi eleito membro da Assembleia Russa e, em seguida, tornou-se membro da Sejm Transcaucasiana em 1918.
No início de 1920, foi para Erevan e assumiu o cargo de Ministro das Relações Exteriores da recém-fundada Primeira República da Armênia, sob a liderança de Alexander Khatisian. Após a renúncia do governo de Khatisian, na sequência da sublevação bolchevique de maio de 1920, Hamo Ohanjanyan tornou-se primeiro-ministro, até 23 de novembro de 1920, quando o seu gabinete renunciou em meio à crise gerada pela Guerra Turco-Armênia. 